# Automated Mutual-Assistance Vessel Rescue System

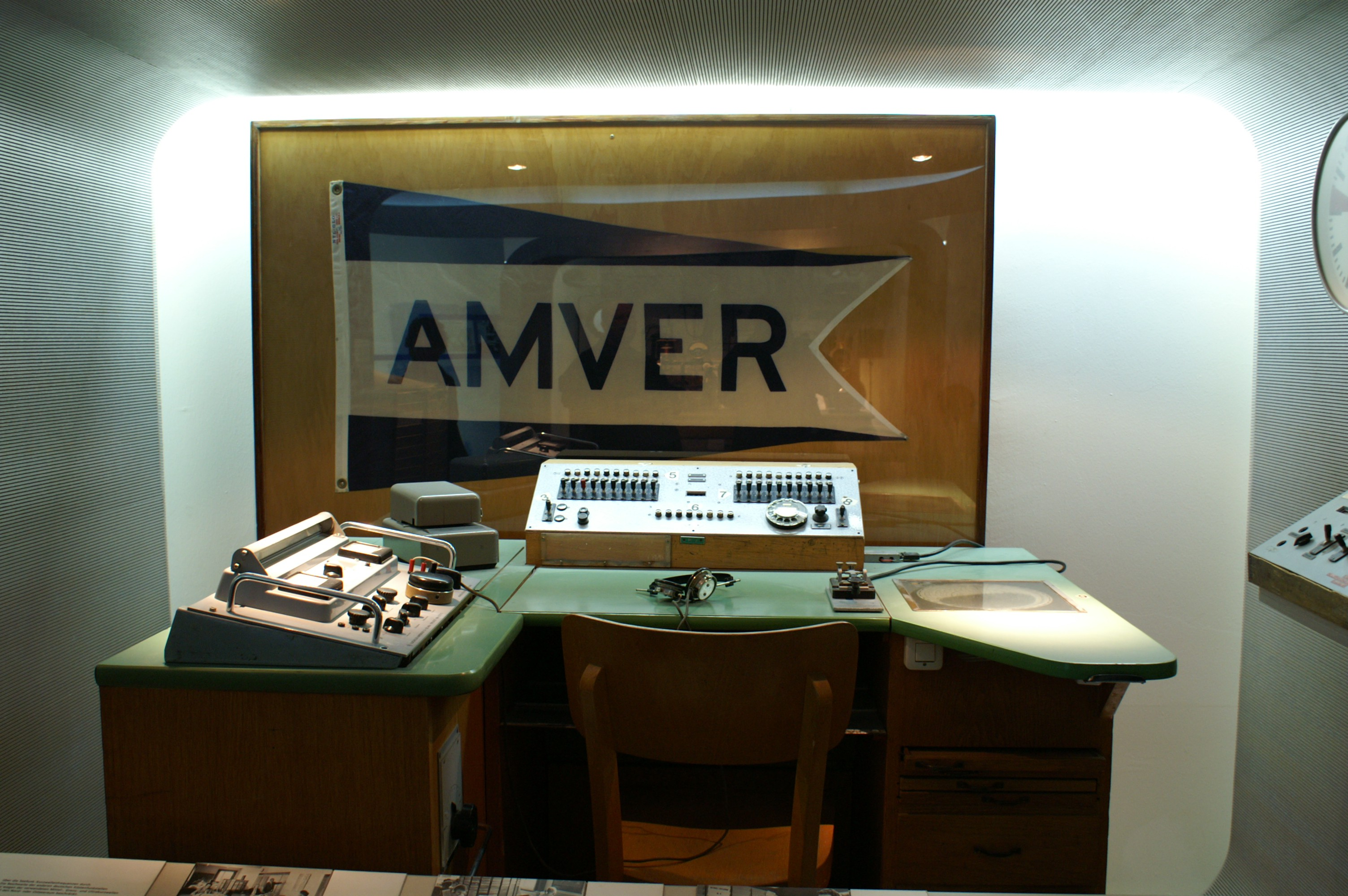
Küstenfunkstelle Norddeich Radio von 1957 im Museum für Kommunikation Hamburg. Der Kurzwellen-Tastfunk-Arbeitsplatz diente von 1957 bis 1981 dem Telegrammaustausch mit Schiffen auf allen Weltmeeren.

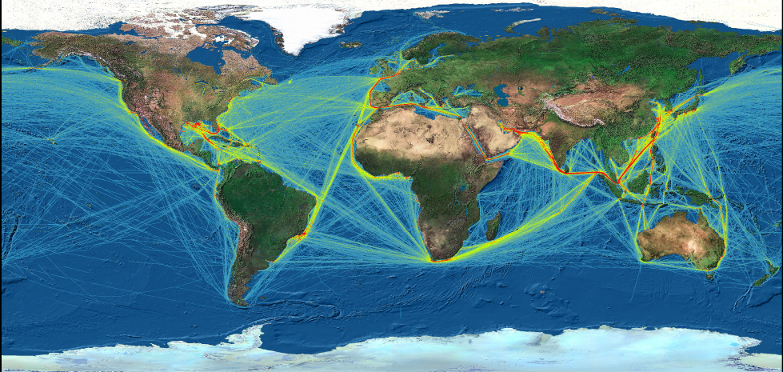
Abdeckung und erfasster Schiffsverkehr

Das Automated Mutual-Assistance Vessel Rescue System (AMVER-System), früher als Atlantic Merchant Vessel Emergency Reporting System bekannt, ist ein von der United States Coast Guard unterhaltener Schiffsmeldedienst.

## Einzelheiten
Der Zweck des freiwilligen und kostenlosen Schiffsmeldesystems ist eine computergestützte Koordinierung von Hilfseinsätzen im Rahmen des weltweiten Such- und Rettungsdienstes (Search and Rescue/SAR). Die Positionsmeldungen der teilnehmenden Schiffe versetzen die AMVER-Mitarbeiter in die Lage, die nächstliegenden und am besten geeigneten Schiffe über Seenotfälle zu informieren und deren Hilfe bei umfangreicheren Einsätzen zu koordinieren.
Eine Teilnahme an AMVER verpflichtet die teilnehmenden Schiffe nicht zu weitergehenden Maßnahmen als solchen, wie sie im internationalen Seerecht, beispielsweise im Internationalen Übereinkommen zum Schutz des menschlichen Lebens auf See oder dem Internationalen Übereinkommen von 1979 über den Such- und Rettungsdienst auf See, festgelegt sind.
AMVER nahm seine Arbeit am 18. Juli 1958 auf und war zunächst auf Schiffe im Nordatlantik mit einer Vermessung über 1000 Bruttoregistertonnen beschränkt. Der Sitz der Organisation war ursprünglich New York City, später zog AMVER nach Washington, D.C. um, heute arbeitet es von Martinsburg in West Virginia aus.
Heutzutage nehmen zirka 22.000 Schiffe an diesem Programm teil, mit steigender Tendenz. Die Informationen werden den lokalen MRCC–Seenot-Leitstellen zur Verfügung gestellt, die damit über Informationen verfügen, welche Schiffe für eine Hilfeleistung in Frage kommen. Diese können dann von diesen gezielt alarmiert werden. Im Schnitt werden pro Tag 14.000 Nachrichten von 4000 verschiedenen Schiffen verarbeitet. Seit dem Jahr 2000 soll das System bei der Rettung von 2800 Menschen beteiligt gewesen sein.
AMVER-Nachrichten werden heutzutage per E-Mail an die E-Mail-Adresse amvermsg (at) amver.org oder amvermsg (at) amver.com versendet. Für Notrufe ist dieses System nicht verwendbar. Die E-Mail muss in einem genau definiertem Format erstellt werden. Jede Zeile wird mit einem doppelten „/“ beendet und beginnt mit dem Zeilen-Typ. Informationen innerhalb einer Zeile werden mit einfachen „/“ getrennt. Es gibt vier Report-Typen und 15 Zeilen-Typen. Die vier Report-Typen sind Sailing Plan (SP), Position Report (PR), Deviation Report (DR) und Final Arrival Report (FR). Eine E-Mail-Nachricht kann mehrere Reports enthalten. Ursprünglich gab es noch einen Departure Report (DR), aber dieser wurde in den Sailing Plan (SP) integriert.
Beispiel einer Nachricht:
| Zeile der Nachricht                        | Anmerkung |
| AMVER/SP//                                 | Jede Nachricht muss mit AMVER und dem Nachrichtentyp beginnen                                                           |
| A/VESSEL NAME/CALL SIGN//                  | A Zeile Name des Schiffs und Funkrufzeichen                                                                             |
| B/240620Z MAR//                            | B Zeile Uhrzeit der Nachricht                                                                                           |
| E/045//                                    | E Zeile Der Kurs des Schiffes in Grad                                                                                   |
| F/198//                                    | F Zeile Geschwindigkeit in Knoten / 10                                                                                  |
| G/TOKYO/3536N/13946E//                     | G Zeile Abfahrt Hafen mit Position                                                                                      |
| I/LOS ANGELES/3343N/11817W/031300Z APR//   | I Zeile Nächster Hafen mit Position und vermutliche Ankunftszeit (ETA Estimated Time of Arrival)                        |
| L/RL/190/3448N/13954E/NOJIMASAKI/240850Z// | L Zeile Routen Information                                                                                              |
| L/GC/210/4200N/18000E/280400Z//            | L Zeile Routen Information                                                                                              |
| L/RL/200/4200N/16000W/300030Z//            | L Zeile Routen Information                                                                                              |
| L/GC/188/3422N/12047W/030500Z APR//        | L Zeile Routen Information                                                                                              |
| L/RL/161//                                 | L Zeile Routen Information                                                                                              |
| M//INMARSAT 1501562//                      | M Zeile Die Beste Art ein Schiff zu Kontaktieren Hier Inmarsat Rufnummer                                                |
| V/NURSE//                                  | V Zeile Medizinisches Personal an Bord, hier Krankenpfleger                                                             |
| X/NEXT REPORT 250800Z//                    | X Zeile Hier können freie Informationen eingegeben werden                                                               |
| Y/JASREP/MAREP//                           | Y Zeile Hier kann angegeben werden an welche weiteren Schiff Standort Systeme die Nachricht weitergeleitet werden soll. |
| Z/EOR//                                    | Z Zeile. Eine Nachricht muss mit dieser Zeile enden                                                                     |

In der Vergangenheit konnten AMVER-Nachrichten auch über Küstenfunkstellen, Funkstellen der Coast Guard und über Inmarsat-Satelliten abgesetzt werden. Doch diese Dienste wurden großteils eingestellt. Oftmals wurden Radiotelex-Dienste auf SITOR-Basis verwendet, auf Frequenzen im Grenz- und Kurzwellenbereich. Da heutzutage die meisten kommerziellen Schiffe über Internet auf Satellitenbasis verfügen, wurde der Fernschreibverkehr wenig genutzt und die Coast Guard stellte diese Dienste 2008 bzw. 2012 ein. Die meisten privaten Küstenfunkstellen stellten den SITOR-Dienst ebenfalls mangels Bedarf ein. Zusätzlich gab es die Möglichkeit AMVER Reports via Inmarsat, genauer über den Provider COMSAT direkt zu senden. Dabei wurde ein Komprimierungsprogramm, entwickelt von der NOAA eingesetzt. Die Nachrichten konnten über ein INMARSAT-C-Terminal direkt versendet werden, und die Übertragung war für den Schiffseigentümer kostenfrei. Dafür musste an das Terminal ein handelsüblicher PC angeschlossen werden. Kurzwelle wird weiterhin zum Übermitteln von AMVER Reports eingesetzt, und zwar über E-Mail-Kurzwellen-Anbieter. Dabei handelt es sich aber um normalen Internet-E-Mail-Verkehr, meistens auf PACTOR-Basis.